# Jefferson Cáceres
Jefferson Justo Cáceres Chávez (Lima, 22 agosto 2002) è un calciatore peruviano, centrocampista o attaccante del Dunfermline.

## Caratteristiche tecniche
È un'ala sinistra.

## Carriera

### Club
È cresciuto nel settore giovanile del Melgar, con cui ha firmato il primo contratto professionistico nel gennaio del 2020. Ha debuttato in prima squadra il 24 aprile dell'anno successivo nell'incontro di Liga 1 perso 2-0 contro l'Univ. San Martín. Nel 2023 è passato in prestito al Dep. Binacional ed il 13 maggio ha segnato il suo primo gol in carriera decidendo la partita casalinga vinta 1-0 contro l'ADT. Rientrato al Melgar si è reso protagonista nel 2024 di un'ottima stagione dal punto di vista personale con 8 reti e 6 assist in 24 partite.
Il 4 febbraio 2025 è stato acquistato a titolo definitivo dallo Sheffield Utd.
Il 15 agosto passa a titolo definitivo al Dunfermline, in Scottish Championship.

### Nazionale
Ha giocato con la nazionale peruviana Under-23.

## Statistiche

### Presenze e reti nei club
Statistiche aggiornate al 15 agosto 2025.
| Stagione        | Squadra         | Campionato      | Campionato | Campionato | Coppe nazionali | Coppe nazionali | Coppe nazionali | Coppe continentali | Coppe continentali | Coppe continentali | Altre coppe | Altre coppe | Altre coppe | Totale | Totale | Totale |
| Stagione        | Squadra         | Comp            | Pres       | Reti       | Comp            | Pres            | Reti            | Comp               | Pres               | Reti               | Comp        | Pres        | Reti        | Pres   | Reti   |        |
| --------------- | --------------- | --------------- | ---------- | ---------- | --------------- | --------------- | --------------- | ------------------ | ------------------ | ------------------ | ----------- | ----------- | ----------- | ------ | ------ | ------ |
| 2021            | Melgar          | L1              | 8          | 0          | CP              | 1               | 0               | CS                 | 2                  | 0                  | -           | -           | -           | 11     | 0      |        |
| 2022            | Melgar          | L1              | 4          | 0          | CP              | 0               | 0               | CS                 | 0                  | 0                  | -           | -           | -           | 4      | 0      |        |
| 2023            | Dep. Binacional | L1              | 21         | 3          | CP              | 0               | 0               | CS                 | 1                  | 0                  | -           | -           | -           | 22     | 3      |        |
| 2024            | Melgar          | L1              | 24         | 8          | CP              | 0               | 0               | -                  | -                  | -                  | -           | -           | -           | 24     | 8      |        |
| Totale Melgar   | Totale Melgar   | Totale Melgar   | 36         | 8          |                 | 1               | 0               |                    | 2                  | 0                  |             | -           | -           | 39     | 8      |        |
| gen.-giu. 2025  | Sheffield Utd   | FLC             | 0          | 0          | FACup+CdL       | 0               | 0               | -                  | -                  | -                  | -           | -           | -           | 0      | 0      |        |
| 2025-2026       | Dunfermline     | SC              | -          | -          | CS+CdL          | -               | -               |                    | -                  | -                  |             | -           | -           | -      | -      |        |
| Totale carriera | Totale carriera | Totale carriera | 57         | 11         |                 | 1               | 0               |                    | 3                  | 0                  |             | -           | -           | 61     | 11     |        |